# Derrickkran

Prinzip eines Derrickkrans: rot Heben, blau Wippen, grün Schwenken

Links Seilderrick, rechts Strebenderrick bei gleicher Auslegerlänge, Arbeitsbereiche grün

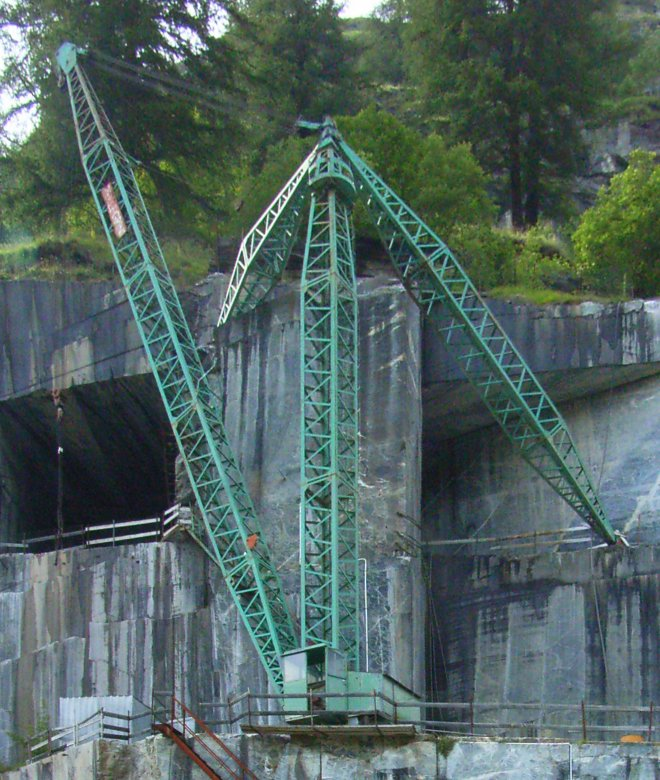
Derrickkran mit Strebenabstützungen an einer Wand

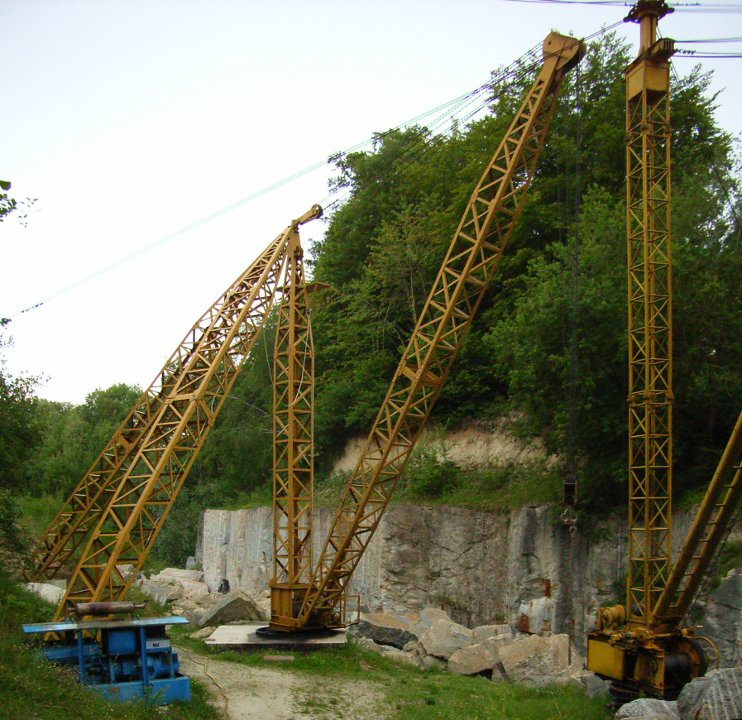
Derrickkrane mit Strebenabstützung (Mitte) bzw. Seilabspannung (rechts, Ausleger nur teilweise sichtbar)

Ein Derrickkran ist ein Kran, der aus einem an der Spitze abgespannten oder abgestrebten Mast und einem verstellbaren Ausleger besteht. Der Ausleger ist am Mast gelenkig gelagert und wird von einem über die Spitze des Mastes geführten Seil in einer bestimmten Position gehalten. Die Last wird mit einem über die Spitze des Auslegers geführten Seil gehoben. Der Ausleger kann außerdem um die Hochachse des Mastes geschwenkt werden, in der Regel dreht dabei der gesamte Mast mit. Der Name stammt vom englischen Henker Thomas Derrick.

## Geschichte
Wegen seiner günstigen Eigenschaften wurde dieses Konstruktionsprinzip eines Hebezeugs bereits früh verwendet. Ähnliche Vorläuferkonstruktionen, bei denen Funktion von Mast und Ausleger in einem A-förmigen Gerüst zusammenfielen und die eine horizontale Bewegung der Last in höchstens eine Richtung erlaubten, wurden bereits in der griechischen Antike verwendet. Die Anwendung von Derrickkranen als in der Regel abgespannte Baustellenkrane mit hochangesetztem Ausleger erreichte in der Mitte des 20. Jahrhunderts ihren Höhepunkt, danach wurden sie zunehmend von einfacher zu handhabenden Turmdrehkranen und Fahrzeugkranen abgelöst.

## Konstruktion
Beim sogenannten tiefangesetzten Ausleger mit Lagerung am Mastfuß treten durch die ausschließlich an den Enden der Bauteile über Seile oder Gelenke stattfindende Krafteinleitung in der Konstruktion keine Biegemomente auf: in Mast und Ausleger wirken nur Druckkräfte, bei Fixierung des Mastes mit zwei Streben wirken in diesen nur Zug- und Druckkräfte. Daher ist für alle Bauteile nur die für die Knickfestigkeit erforderliche Biegesteifigkeit notwendig, was eine relativ schlanke und leichte Konstruktion erlaubt. Um über größere Hindernisse hinwegwirken zu können, ist jedoch ein hochangesetzter Ausleger erforderlich, wodurch im Mast Biegemomente auftreten, was entsprechend aufwendigere Mastkonstruktionen erfordert.
Wegen des bei tiefangesetztem Ausleger günstigen Verhältnisses zwischen Querschnittsabmessungen von Mast und Ausleger einerseits und damit auch Eigengewicht und Traglast andererseits werden solche Derrickkrane als ortsbewegliche Krane eingesetzt, wo diese Eigenschaften bei gleichzeitig fehlenden Hindernissen erforderlich sind, wie beim freien Vorbau von Brücken, wo das Gewicht des Krans das auskragende Bauteil belastet, und beim Bau von Hochhäusern, wo der Derrickkran auf dem Gebäude gegebenenfalls zum Abbau mitgekletterter anderer Krane dient und schließlich in Teilen ohne Kran beispielsweise durch Fahrstuhlschächte abgelassen werden kann. Als ortsfeste Krane werden solche Derrickkrane wegen ihrer gleichzeitig kostengünstigen Konstruktion auch häufig in Steinbrüchen eingesetzt, in denen große Natursteinblöcke gewonnen werden.

## Derrickkrane in Steinbrüchen
In Natursteinbrüchen heben Derrickkrane Steinblöcke von üblicherweise 30 t und mehr. Beispiele sind belgische Blaustein-Brüche und Marmorsteinbrüche in Carrara. Derricks sind in Steinbrüchen heute weitestgehend durch Radlader ersetzt worden. Kleinere Exemplare finden sich gelegentlich noch in Stein- oder Holzsägewerken oder in Steinbrüchen mit komplizierter Geländelage (Steilhänge) bzw. kleinerem Abbauvolumen.

## Derrickkrane als Mobilkran für hohe Lasten

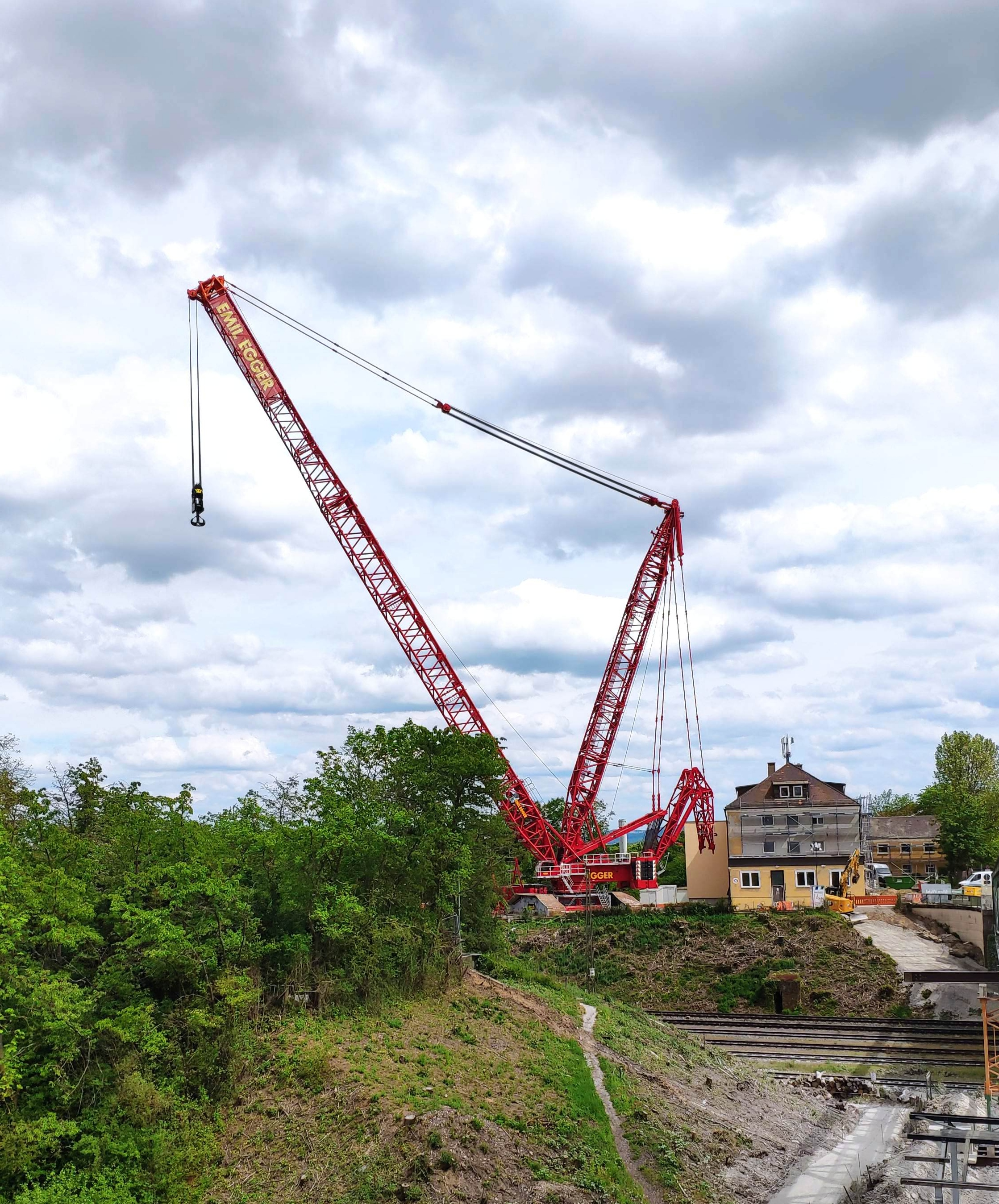
Derrickkran zum Abbau einer Brücke

Für große Höhen wie bei Windkraftanlagen oder für schweren Lasten werden mobile Derrickkrane auf Raupen eingesetzt. Im Jahr 2024 konstruierte das auf Schwerlasttransporte spezialisierte niederländische Unternehmen  Mammoet den stärksten mobilen Kran der Welt. Dieser bewältigt bei einer maximalen Auslegerlänge von 274 Meter  Traglasten bis zu 6000 Tonnen. Derrickkrane werden zerlegt angeliefert und vor Ort aufgebaut.

## Technische Details
Die in Steinbrüchen gängigen Derrickkrane haben einen horizontalen Schwenkbereich bis zu 220°. Der Ausleger besitzt einen vertikal absenkbaren Bewegungsbereich von 85° bis 0° (manchmal auch darunter). Sein typischer Arbeitsbereich liegt zwischen 85° und 30°. Die verbreiteten Kräne heben Lasten zwischen 20 und 40 Tonnen, in steiler Auslegerstellung (85°) sogar bis zu 80 Tonnen. Der Ausleger hat je nach spezifischem Einsatzzweck eine Länge zwischen 15 und 45 Metern. Bei Steinbrüchen in Hanglage ist meist ein längerer Auslegerarm notwendig. Schachtbrüche erfordern größere Seillängen und eine weitgehend barrierefreie maximale horizontale Schwenkfreiheit.
Am Ausleger ist ein Flaschenzug befestigt, der beim Lastentransport für günstige Nutzlastverhältnisse sorgt. Der Auslegerarm wird über einen eigenen Seilzug betätigt.
Die Stabilisierung des senkrechten Hauptmastes geschieht über seitliche, schräg verlaufende Gittermastarme oder bei kleineren Derrickkränen mittels gespannter Seile, die ebenso an einer Bodenverankerung befestigt sind. Letzteres Prinzip lässt im Einzelfall einen horizontalen Schwenkbereich von 360° zu und ist in dieser Form gelegentlich auf Lagerplätzen der Steinbrüche oder Steinverarbeitungsstätten zu beobachten.